# Авраамов завет (мормонизм)
Авраамов завет — в мормонизме — завет (договор) возвышения, заключённый между Богом и Авраамом в момент вступления Авраама в целестиальный брак (Учение и Заветы 131:1-4; 132:19, 29). Ранее Авраам получил Евангелие и был посвящён в первосвященники (Учение и Заветы 84:14; Книга Авраама 1:2).
В связи с заключением этого завета Авраам получил следующие обещания от Бога относительно своего семейства:
- его потомство будет многочисленно (Бытие 17:5-6; Книга Авраама 2:9, 3:14);
- его семя, или потомки, получит Евангелие и станет носителем священства (Книга Авраама 2:9);
- благодаря служению его семени благословятся все семьи Земли «благословениями Евангелия, которые есть благословения спасения, да, жизни вечной» (Книга Авраама 2:11).

Это один из вечных заветов, распространяющийся на всё семя Авраамово (Бытие 17:7). Чтобы войти в число семени Авраамова, человек должен повиноваться законам и таинствам Евангелия. Тогда он сможет получить все благословения Авраамова завета, даже если он не является буквальным потомком Авраама (Галатам 3:26-29, 4:1-7; Учение и Заветы 84:33-40).
Все члены Церкви Иисуса Христа Святых последних дней считаются детьми завета (3 Нефий 20:25-26), унаследовавшими все обещания, данные Богом Аврааму, Исааку и Иакову.